# Marie Fabiánová
Marie Fabiánová (11. února 1872 Železný Brod – 7. dubna 1943 Praha-Vinohrady) byla česká matematička, pedagožka a ředitelka školy, sufražetka a feministka. Byla druhou promovanou doktorkou na Filosofické fakultě Karlo-Ferdinandovy univerzity, druhou ženou-absolventkou Karlo-Ferdinandovy univerzity a jedna z prvních Češek, které dosáhly vysokoškolského vzdělání.

## Život

### Mládí a studia
Narodila se v Železném Brodě v rodině vrchního inženýra Rakouské severozápadní dráhy a jeho manželky Julieny, rozené Haklové. Měla dva sourozence. Po absolvování měšťanské školy začala studovat v Praze na nově otevřeném (1890) prvním soukromém dívčím gymnáziu ve střední Evropě Minerva.
Po absolvování gymnázia roku 1895 tedy začala studovat matematiku na Filosofické fakultě Karlo-Ferdinandovy univerzity v Praze u profesora Františka Josefa Studničky. Až do roku 1900 docházely dívky na přednášky na hospitační studium (bez statutu řádné posluchačky); v roce 1900 bylo novým zákonem dívkám umožněno skládat zkoušky za celou dosavadní dobu studia. Fabiánová odpromovala v listopadu 1901 prací z analytické matematiky. První absolventkou lékařské fakulty Karlo-Ferdinandovy univerzity se pak roku 1902 stala Anna Honzáková, spolužačka Fabiánové z Minervy.
Poté začala Fabiánová vyučovat na gymnáziu Minerva matematiku, fyziku a němčinu. Učitelské povolání bylo v té době při výkonu spojeno s příslibem celibátu, Fabiánová tak zůstala svobodná. Roku 1923 se stala ředitelkou Druhého českého dívčího reálného městského gymnázia (od 1930 až do zrušení v roce 1949 Reálné gymnásium Charlotty Masarykové), odloučeného od Minervy ve stejném roce. Funkci vykonávala až do svého penzionování roku 1929. Žila spolu se svou sestrou Julianou.
Následně začala zapojovat do české spolkové činnosti: byla členkou Jednoty československých matematiků a fyziků, Spolku akademicky vzdělaných žen či spolku Minerva.
Marie Fabiánová zemřela 7. dubna 1943 po delší nemoci ve Všeobecné fakultní nemocnici v Praze ve věku 70 let.

## Dílo

### Vědecké práce
- O objevu Zeemanově. Časopis pro pěstování mathematiky a fysiky. 1893. online.
- O rozvoji diperiodických funkcí v nekonečné součty a součiny, v řady a produkty. Disertační práce. F.K. Studnička. 1900.

### Literární práce
Údajně používala pseudonym Dr. Abby Faimonová.
- FAIMONOVÁ Abby Dějiny školství rakouského. Díl 1-2 edice Šolcovy příručky pro učitelstvo škol obecných a měšťanských.